# Séverine Roche
Pour les articles homonymes, voir Roche (homonymie).
Séverine Roche, née le 5 octobre 1978, est une joueuse de pétanque française. 

## Clubs
- ?-? : Boule Florian Marseille (Bouches-du-Rhône)
- ?-? : DUC Nice (Alpes-Maritimes)
- ?- : Boule de l'Élysée Salon (Bouches-du-Rhône)

## Palmarès

### Séniors

#### Coupe d'Europe des Clubs
Vainqueur
- 2008 (avec Christine Saunier, Philippe Suchaud, Philippe Quintais, Henri Lacroix, Simon Cortes, Pascal Milei, Ludovic Montoro, Khaled Lakhal, Pascal Dacruz et Alain Montoro (coach)) : DUC de Nice
- 2009 (avec Christine Saunier, Philippe Suchaud, Philippe Quintais, Henri Lacroix, Simon Cortes, Pascal Miléi, Ludovic Montoro, Khaled Lakhal et Alain Montoro (coach)) : DUC de Nice
- 2010 (avec Christine Saunier, Philippe Suchaud, Philippe Quintais, Henri Lacroix, Simon Cortes, Patrick Hervo, Ludovic Montoro et Alain Montoro (coach)) : DUC de Nice

#### Championnats de France[1],[2]
Championne de France
- Doublette mixte 2006 (avec Philippe Suchaud) : DUC Nice
- Doublette mixte 2007 (avec Philippe Suchaud) : DUC Nice

Finaliste
- Triplette 2003 (avec Sylvette Innocenti et Muriel Scuderi) : Boule Florian Marseille
- Triplette 2004 (avec Sylvette Innocenti et Muriel Scuderi) : Boule Florian Marseille

#### Coupe de France des clubs
Vainqueur
- 2006 : (avec Philippe Suchaud, Philippe Quintais, Henri Lacroix, Patrick Emile, Khaled Lakhal et Alain Montoro (coach)) : DUC de Nice
- 2009 : (avec Philippe Suchaud, Philippe Quintais, Henri Lacroix, Simon Cortes, Pascal Miléi, Ludovic Montoro et Alain Montoro (coach)) : DUC de Nice
- 2011 : (avec Philippe Suchaud, Henri Lacroix, Simon Cortes, Stéphane Delforge, Patrick Hervo, Ludovic Montoro, Frédéric Perrin et Alain Montoro (coach)) : DUC de Nice